# Fjaðrárgljúfur
Fjaðrárgljúfur és un congost al sud-est d'Islàndia d'uns 100 metres de profunditat i uns dos quilòmetres de llarg, on hi passa el riu Fjaðrá. És a prop de la carretera de circumval·lació, prop de la localitat Kirkjubæjarklaustur.
El congost es va formar per la progressiva erosió que provoca l'aigua provinent de les glaceres de camí cap a l'oceà, durant mil·lennis.